# Фортеця Авранло
Фортеця Авранло (груз. ავრანლოს ციხე, латиніз.: tr) — мегалітична споруда бронзової доби в Цалському муніципалітеті центрально-південного грузинського мхаре Квемо-Картлі. Циклопічна кладка, побудована з плоских каменів з використанням техніки сухої кладки, знаходиться 0,5 км на північний захід від однойменного села, на лівому березі річки Храмі, 35 км від міста Цалка, на 1640 м над рівнем моря. Фортеця датується останньою чвертю 1 тисячоліття до н. е.

## Архітектура
Авранло — це мегалітичний комплекс, побудований з трьох ярусів терас з видом на каньйон річки. Найнижчий ярус, що знаходиться у підніжжі гори, складається з напівкруглої стіни довжиною приблизно 80 метрів, яка місцями досягає висоти 3 метрів. Комплекс має одну браму, висотою 1,9 м і шириною 1,75 м, яка перекрита монолітом завдовжки 2,2 м і шириною 1,8 м. Великі камені розкидані в інших місцях. Між цією стіною і горою знаходиться невелика середньовічна християнська церква та кілька печер поблизу, які разом називають монастирем Абібос.
Другий та третій яруси — справжні «циклопічні» споруди, які облаштовані незвичним способом і побудовані з великих каменів та з використанням техніки сухої кладки. Третій, найвищий ярус, знаходиться на вершині гори. Він має прямокутний основу, довжиною 25 м і шириною 18 м, стіни мають товщину 3-4 м. Конструкція значно пошкоджена, і багато її частин було знищено.

## Археологія
Під час археологічних розкопок 1998 року археологічна експедиція знайшла артефакти періоду палеоліту і бронзової доби. Розкопки проводилися на східному краю Цалського плато на північний захід від Авранло. Археологічні розкопки на прилеглих полях у 2006 році, на північ від мегалітичної фортеці, дозволили розкопати поселення типу кура-аракської культури і некрополь, що датуються XII—XI століттями до н. е. Матеріали давньої кама'яної доби були знайдені на територіях прилеглих до сіл Авранло, Санта і Бешташені. Крім того, під час археологічних розкопок в Авранло були знайдені артефакти періодів палеоліту, мезоліту і неоліту.
Фортеця внесена до списку Культурних пам'яток національного значення Грузії у 2007 році. У вересні 2019 року органами культури Грузії було розпочато багаторічний археологічний дослідницький проєкт для подальшого вивчення та збереження мегалітичних комплексів країни, в тому числі в Абулі, Шаорі, Авранло та Самебі.